# 竹原市
竹原市（日语：／ Takehara shi */?）是位于廣島縣南部沿海的城市，轄區大多位於賀茂川的流域中，還包括了位於瀨戶內海中的三座無定居人口的島嶼：阿波島、大久野島、小久野島；主要市區位於賀茂川及本川出海口處共同形成的沖積平原，其餘區域則大多為山區。
過去曾是瀨戶內的交通要衝，在室町時代是港口城市，江戶時代後期以製鹽業而繁榮。現在有「安藝的小京都」之稱。
在2010年至2015年期間發表的動畫《幸福光暈》，即是以竹原市的竹原傳統建築群一帶為故事背景。

## 人口
| 竹原市人口分布圖 |                                               |  |
| 竹原市與日本全國年齡別人口分布比較圖 （2005年資料） | 竹原市的年齡、男女別人口分布圖 （2005年資料） |  |
| ■紫色是竹原市 ■綠色是全国 | ■藍色是男性 ■紅色是女性                       |  |
| 竹原市人口變化 \| 1970年 \| 35,017人 \| \| \| 1975年 \| 36,273人 \| \| \| 1980年 \| 36,895人 \| \| \| 1985年 \| 36,286人 \| \| \| 1990年 \| 34,771人 \| \| \| 1995年 \| 33,451人 \| \| \| 2000年 \| 31,935人 \| \| \| 2005年 \| 30,657人 \| \| \| 2010年 \| 28,644人 \| \| \| 2015年 \| 26,426人 \| \| \| 2020年 \| 23,993人 \| \| |                                               |  |
| 資料來源：日本總務省統計中心提供之人口普查數據 |                                               |  |
| 1970年 | 35,017人                                      |  |
| 1975年 | 36,273人                                      |  |
| 1980年 | 36,895人                                      |  |
| 1985年 | 36,286人                                      |  |
| 1990年 | 34,771人                                      |  |
| 1995年 | 33,451人                                      |  |
| 2000年 | 31,935人                                      |  |
| 2005年 | 30,657人                                      |  |
| 2010年 | 28,644人                                      |  |
| 2015年 | 26,426人                                      |  |
| 2020年 | 23,993人                                      |  |

## 歷史
過去在令制國時代屬於安艺国，在現在的內陸區域屬於贺茂郡，沿海及靠東側的區域則屬於豐田郡；在8世紀後曾經成為京都下鴨神社的莊園土地；13世紀時，小早川政景在此建立木村城，此後便由竹原小早川氏治理此地。16世紀毛利元就的三男繼承竹原小早川氏後成為小早川隆景，也曾在此居住。
在江户时代成為廣島藩的領地，竹原也成為在乡町，因制盐业而逐渐兴盛，至1727年，竹原下市从事制盐业的商家曾达到40家，但在19世纪因盐市不景气导致的商家破产，竹原也开始衰落。
19世紀末明治維新實施廢藩置縣後，原屬廣島藩的區域改隸廣島縣，1889年日本實施町村制，現在的竹原市範圍在當時分屬下市村、下野村、東野村、莊野村、賀永村、田萬里村、忠海町、大乘村、吉名村共九的行政區劃，隨後下市村在同年就改制並改名為竹原町。
1950年代期間，竹原町先後和下野村、東野村、大乘村、莊野村、田萬里村、吉名村、賀永村整併，最後在1956年與忠海町合併為竹原市。

### 變遷表
| 1889年4月1日 | 1889年 - 1926年                  | 1926年 - 1954年           | 1955年 - 1989年            | 1955年 - 1989年            | 1989年 - 現在              | 現在                       |
| ------------ | -------------------------------- | ------------------------- | -------------------------- | -------------------------- | -------------------------- | -------------------------- |
| 忠海町       | 忠海町                           | 忠海町                    | 忠海町                     | 1958年11月3日 合併為竹原市 | 1958年11月3日 合併為竹原市 | 1958年11月3日 合併為竹原市 |
| 吉名村       | 吉名村                           | 吉名村                    | 1956年9月30日 併入竹原町   | 1958年11月3日 合併為竹原市 | 1958年11月3日 合併為竹原市 | 1958年11月3日 合併為竹原市 |
| 賀永村       |                                  |                           | 1956年9月30日 併入竹原町   | 1958年11月3日 合併為竹原市 | 1958年11月3日 合併為竹原市 | 1958年11月3日 合併為竹原市 |
| 莊野村       | 莊野村                           | 莊野村                    | 1955年3月31日 合併為竹原町 | 1958年11月3日 合併為竹原市 | 1958年11月3日 合併為竹原市 | 1958年11月3日 合併為竹原市 |
| 田萬里村     |                                  |                           | 1955年3月31日 合併為竹原町 | 1958年11月3日 合併為竹原市 | 1958年11月3日 合併為竹原市 | 1958年11月3日 合併為竹原市 |
| 大乘村       | 大乘村                           | 1954年3月31日 併入竹原町  | 1955年3月31日 合併為竹原町 | 1958年11月3日 合併為竹原市 | 1958年11月3日 合併為竹原市 | 1958年11月3日 合併為竹原市 |
| 東野村       |                                  | 1954年3月31日 併入竹原町  | 1955年3月31日 合併為竹原町 | 1958年11月3日 合併為竹原市 | 1958年11月3日 合併為竹原市 | 1958年11月3日 合併為竹原市 |
| 下市村       | 1889年4月17日 改制並改名為竹原町 | 1952年4月1日 合併為竹原町 | 1955年3月31日 合併為竹原町 | 1958年11月3日 合併為竹原市 | 1958年11月3日 合併為竹原市 | 1958年11月3日 合併為竹原市 |
| 下野村       |                                  | 1952年4月1日 合併為竹原町 | 1955年3月31日 合併為竹原町 | 1958年11月3日 合併為竹原市 | 1958年11月3日 合併為竹原市 | 1958年11月3日 合併為竹原市 |

## 交通
西日本旅客鐵道吳線沿著沿海區域通過本市，廣島電鐵集團的藝陽巴士也有開設分別自東廣島車站、三原車站至竹原車站的客運路線，也有自廣島車站至竹原車站的高速巴士「輝夜姬號」。
在與廣島機場之間，則有安全計程車公司利用小型巴士經營的接駁路線。
在市區南側的竹原港有山陽商船、大崎汽船、島波海運所開設的渡輪航線，可以分別連結至瀨戶內海上的大崎上島及大崎下島。在忠海地區的忠海港則有大三島渡輪的航線可以連結大久野島和大三島。

### 鐵路
- 西日本旅客鐵道
  - 吳線：（三原市） - 忠海車站 - 安藝長濱車站 - 大乘車站 - 竹原車站 - 吉名車站 - （東廣島市→）

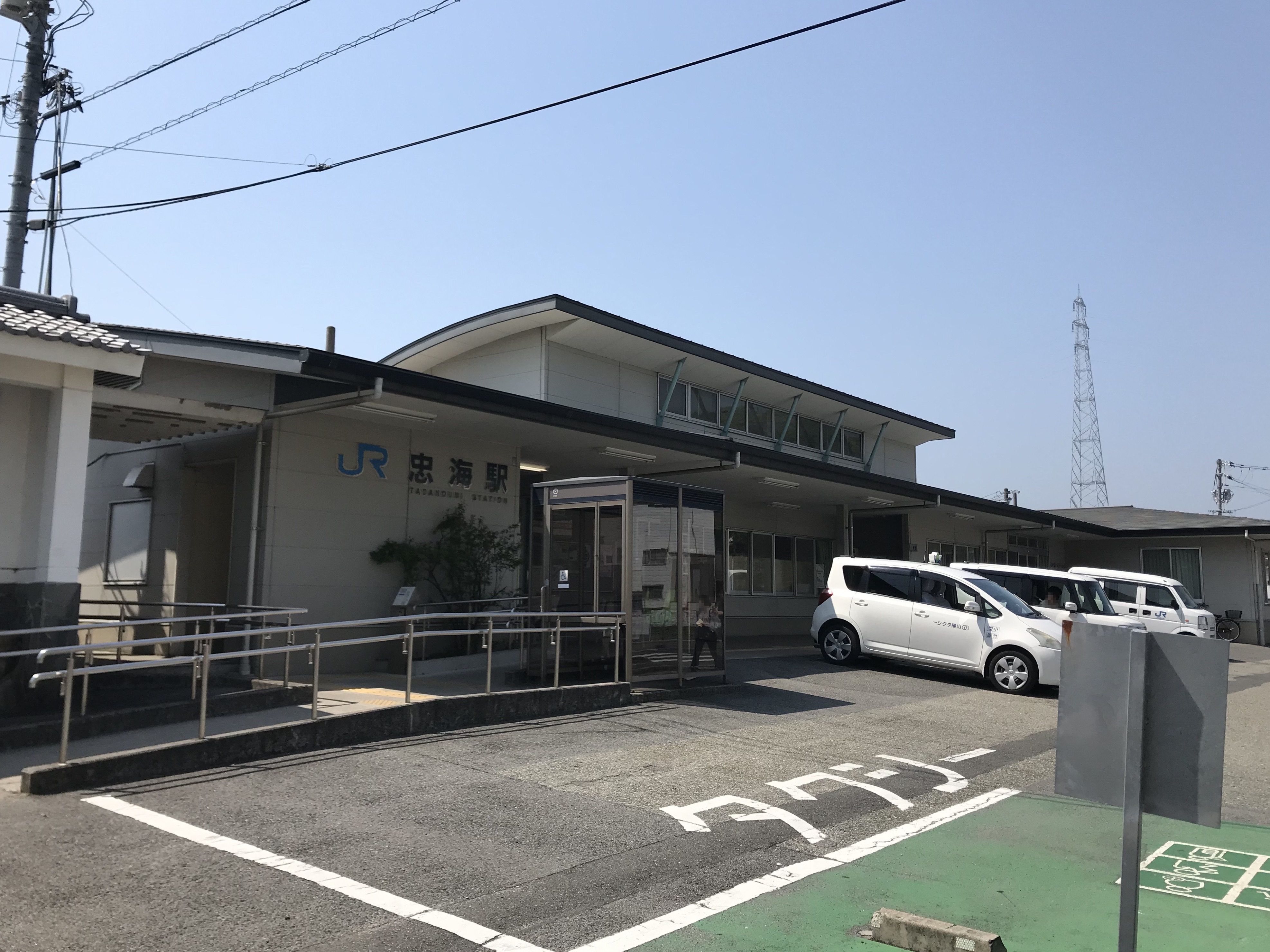
忠海車站
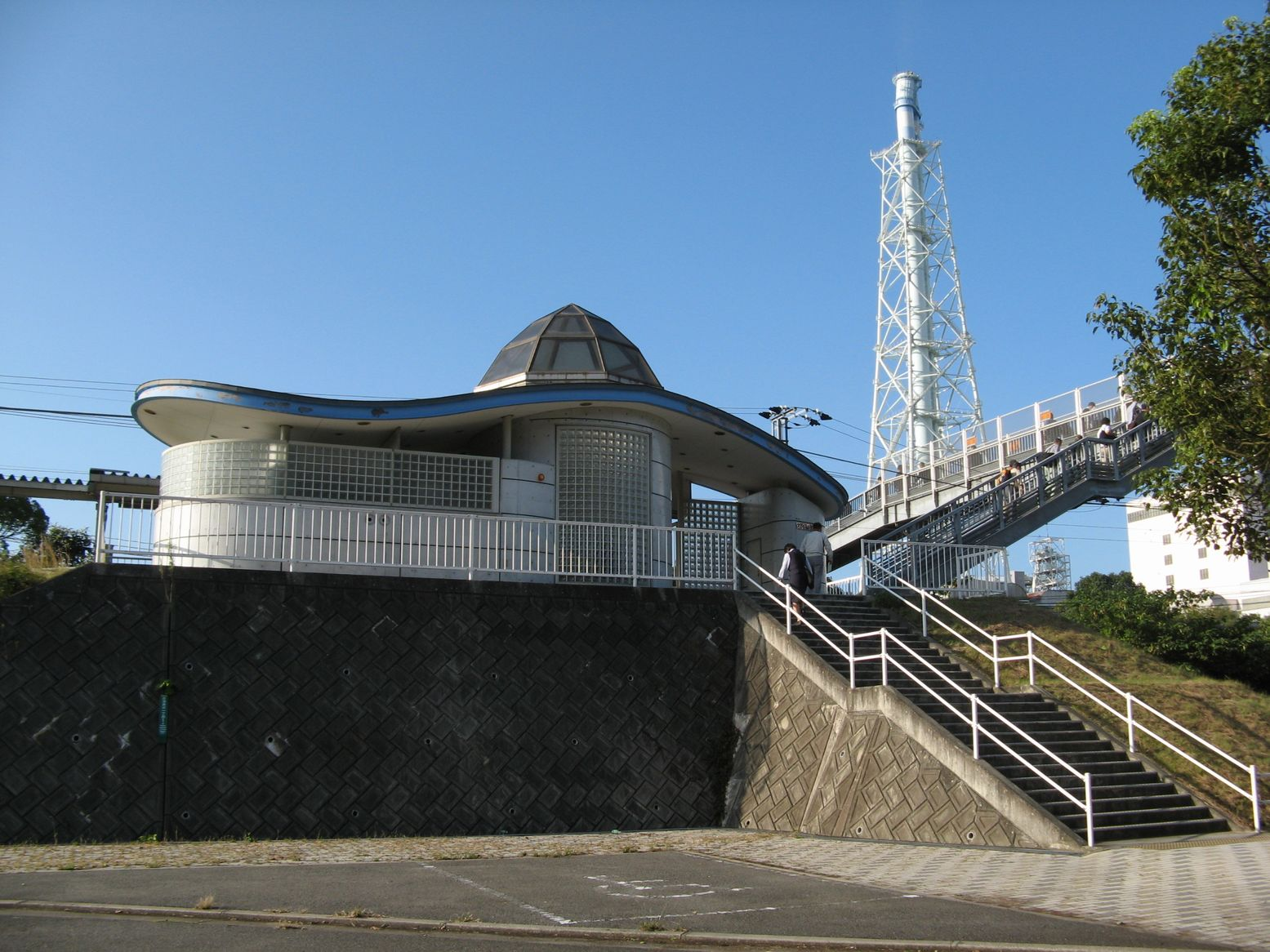
安藝長濱車站
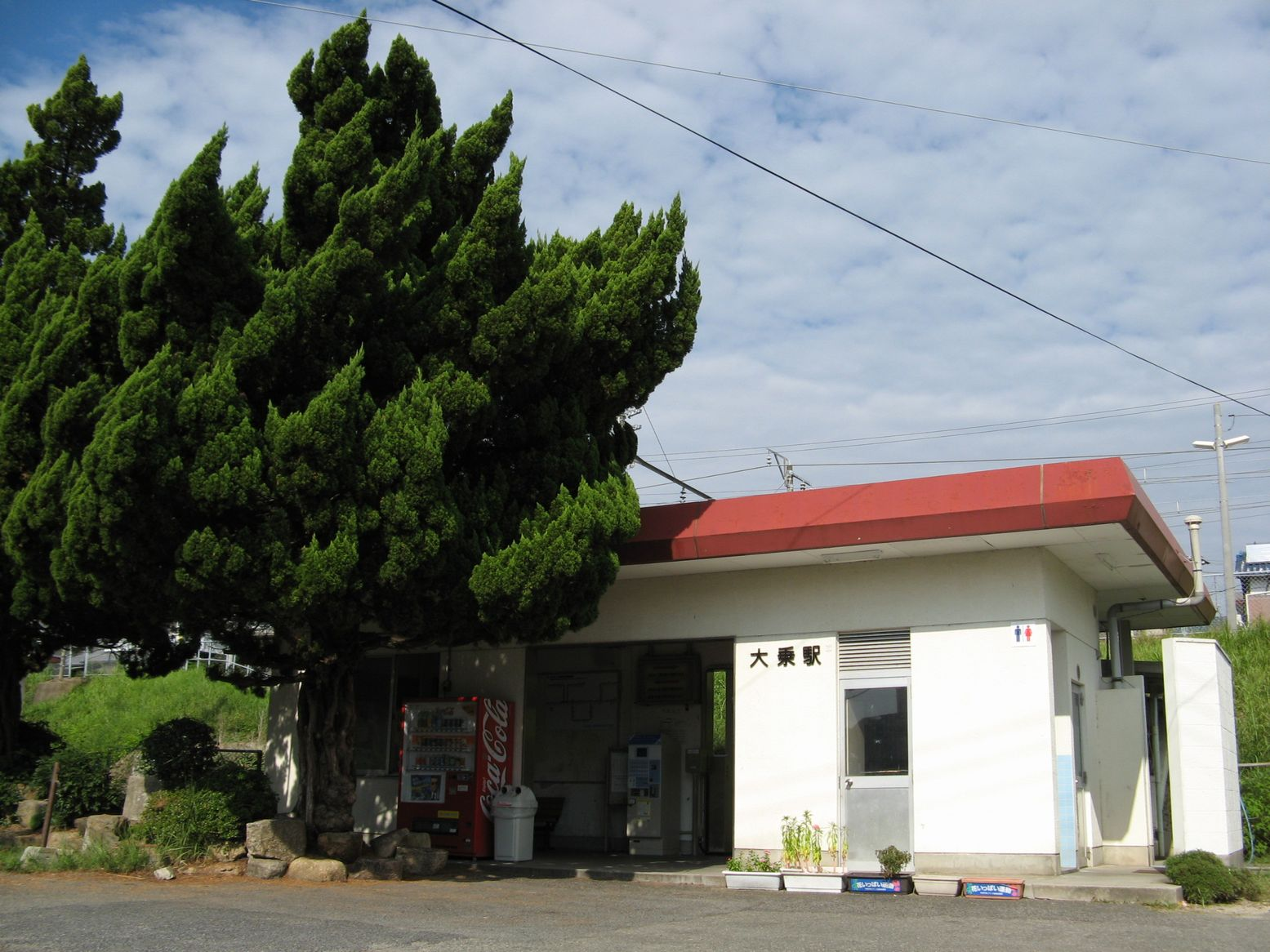
大乘車站
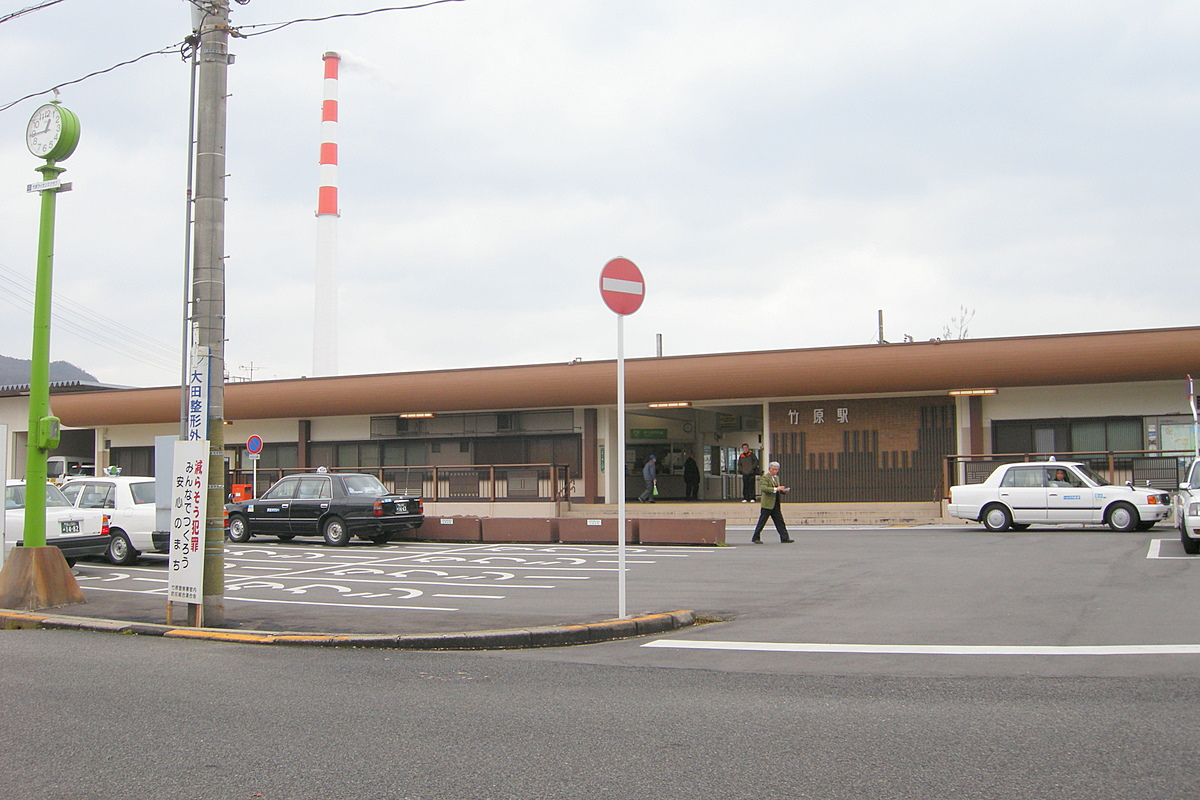
竹原車站
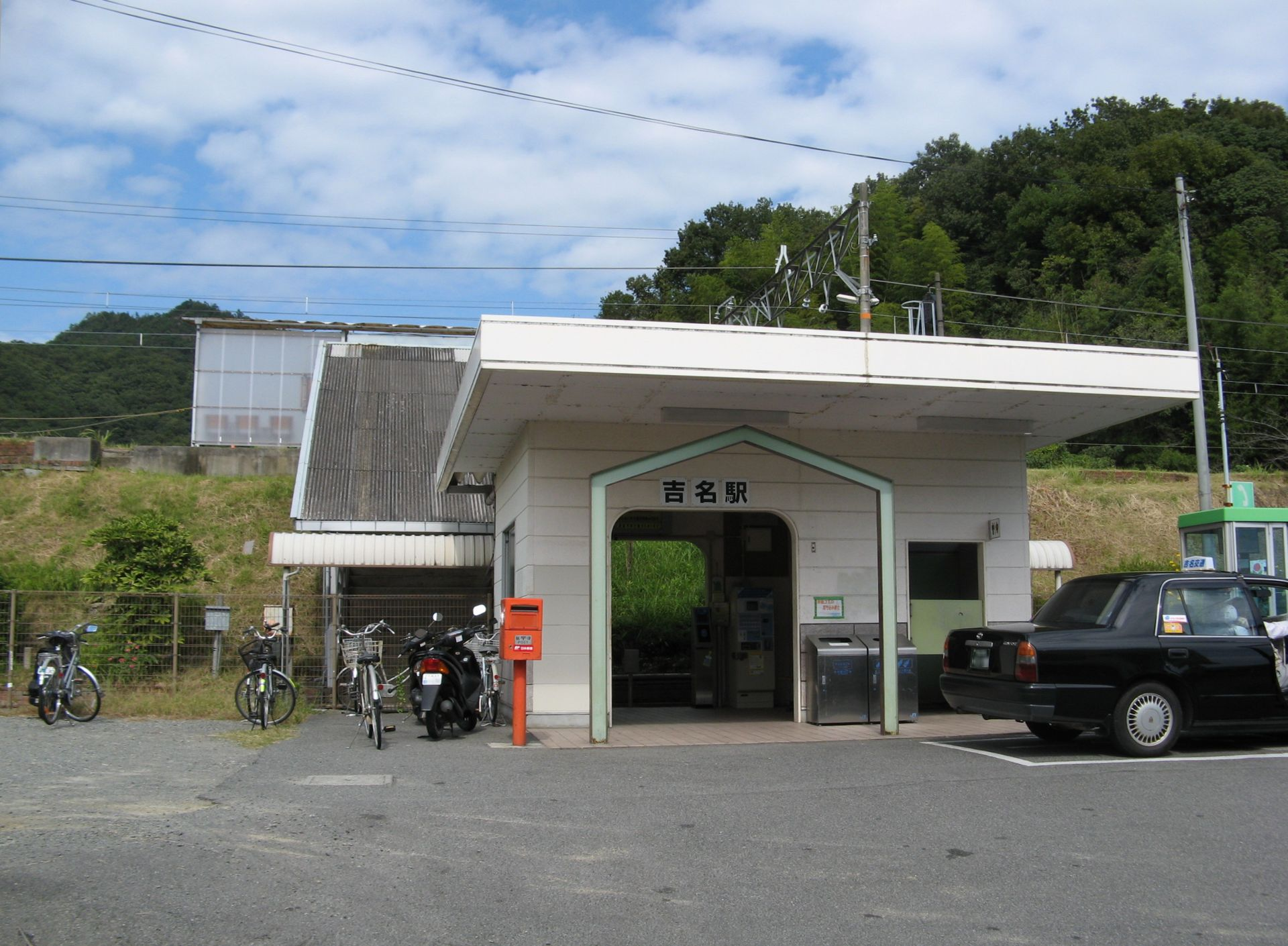
吉名車站

## 觀光資源
在江戶時代中期，竹原由於製鹽、釀酒產業的發達，形成了商家的聚落．至今在位於市區中的竹原地區現在仍保留18世紀至19世紀期間建造的商家建築；因此此區域在1982年被日本政府列為「重要傳統的建造物群保存地區」，2000年也被選入「都市景観100選」，竹原市政府也在此設立竹原市歴史民俗資料館介紹本地的歷史資料。此外，此地源於17世紀的釀酒廠竹鶴酒造也是第一位將威士忌製造技術引進日本的竹鶴政孝的老家，

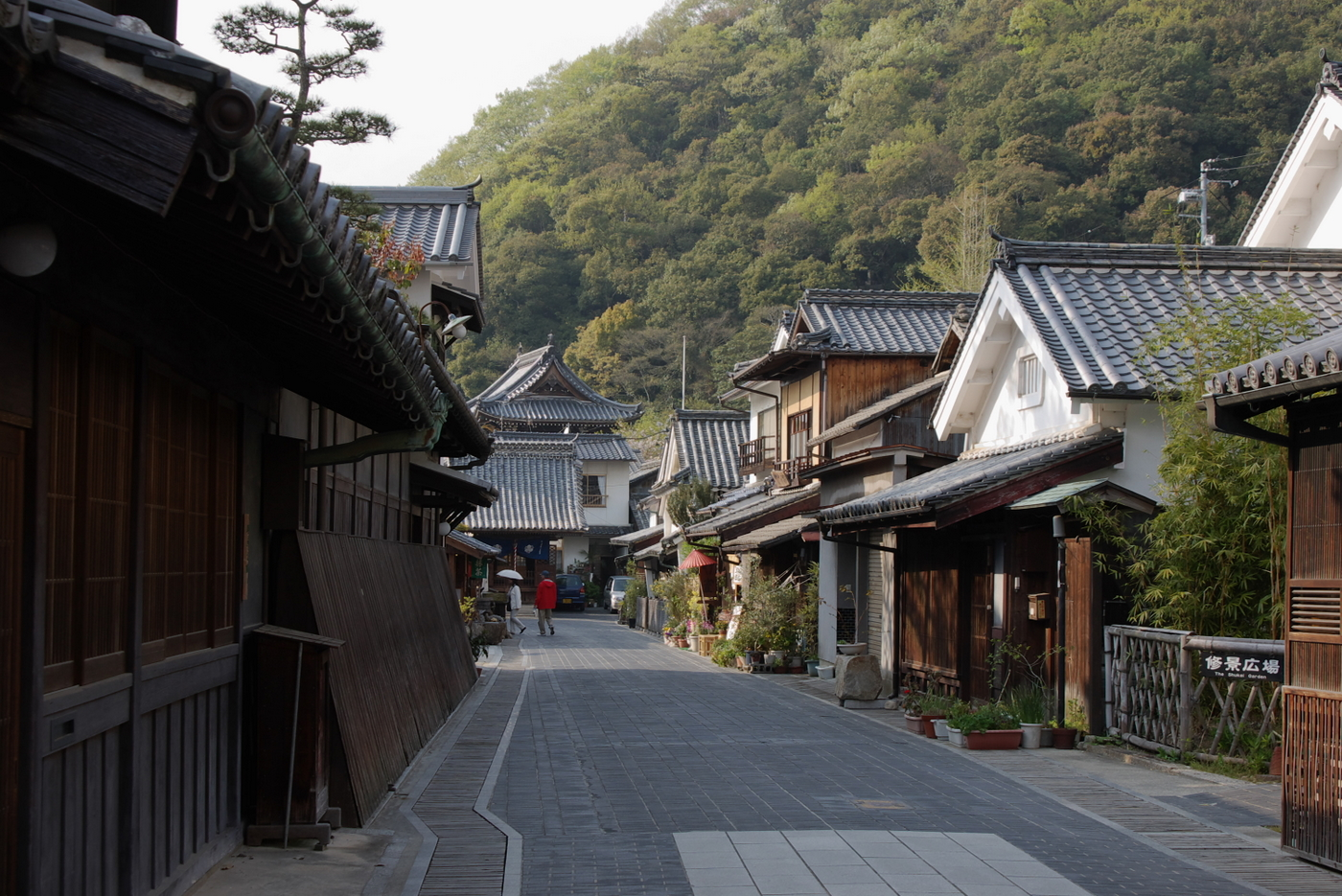
竹原建造物群保存地區的主要街道
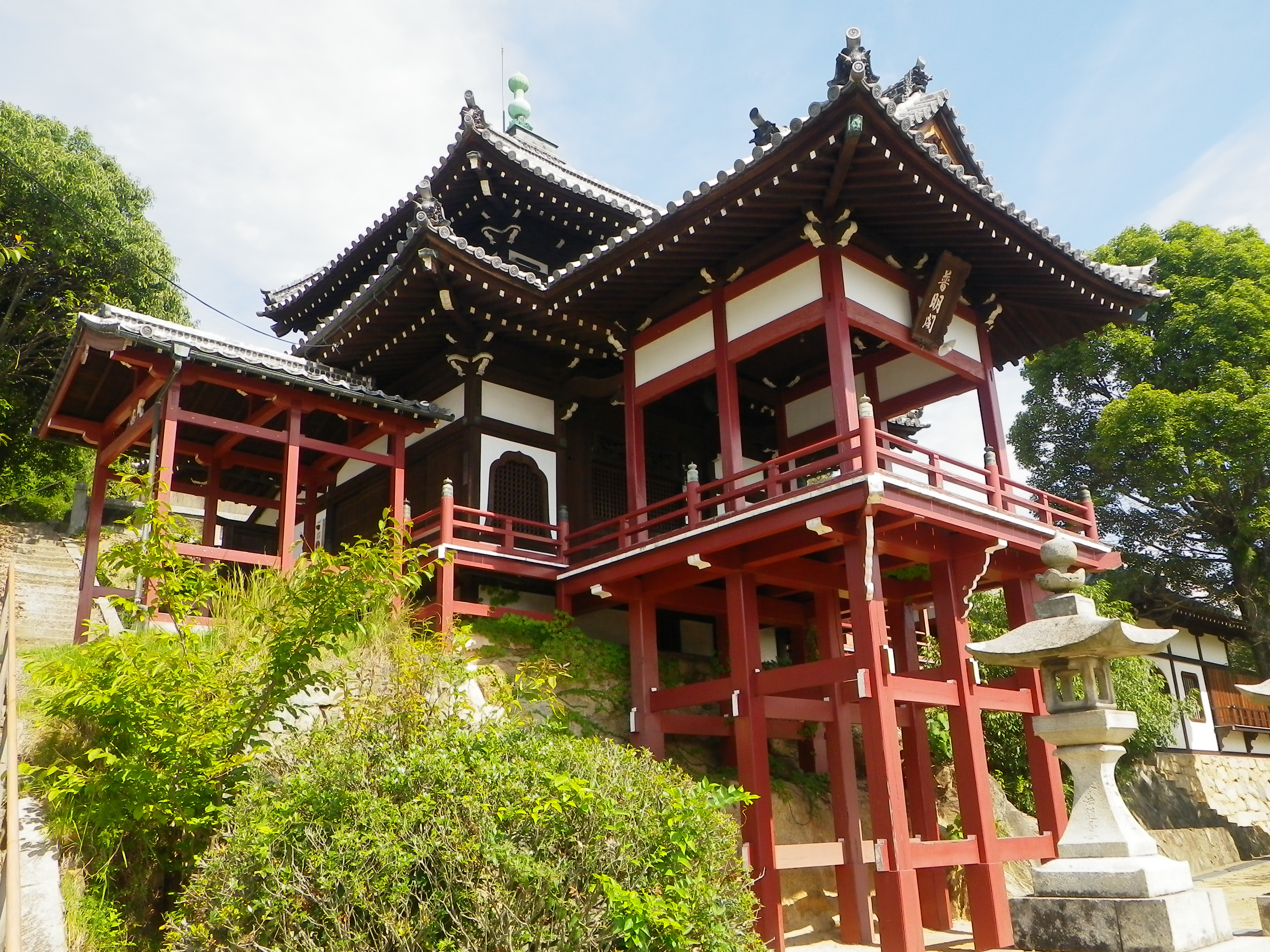
普明閣
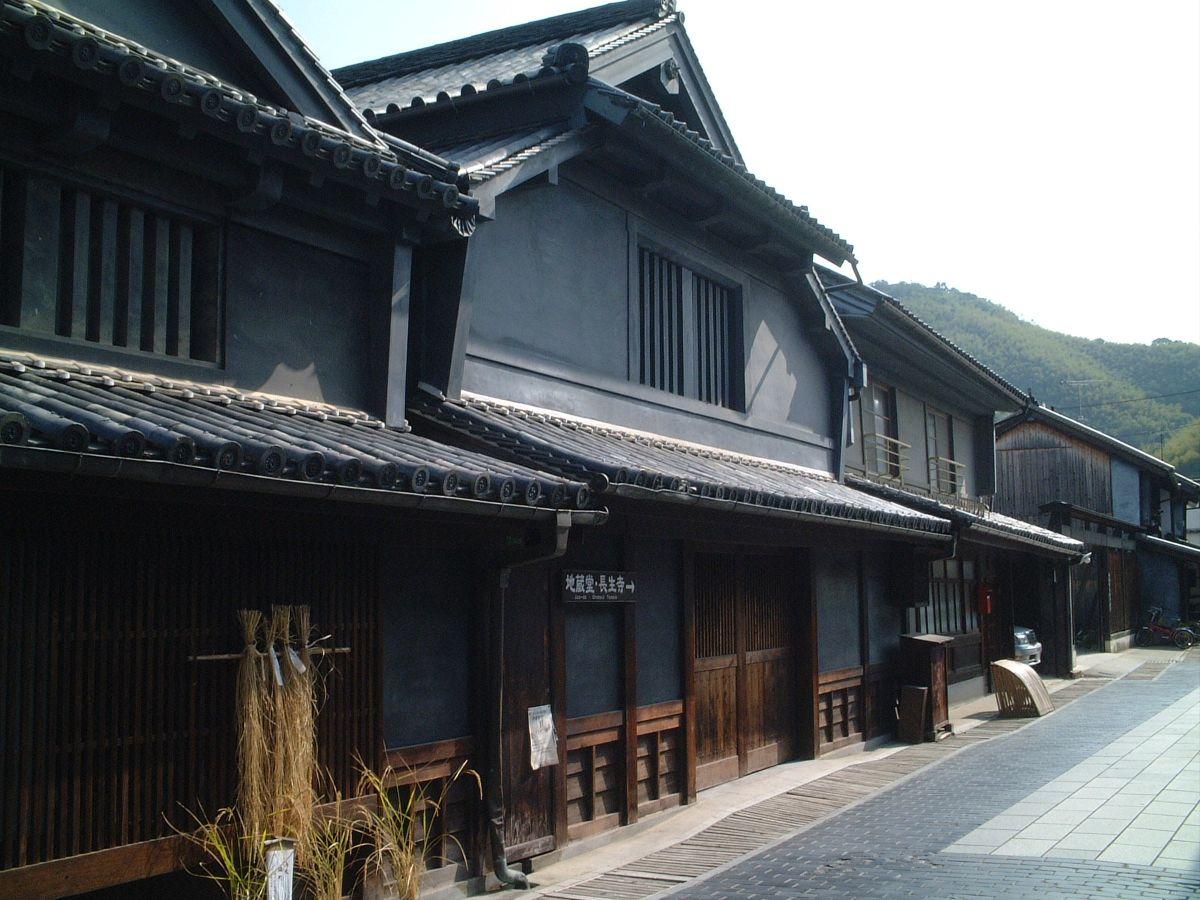
竹鶴酒造
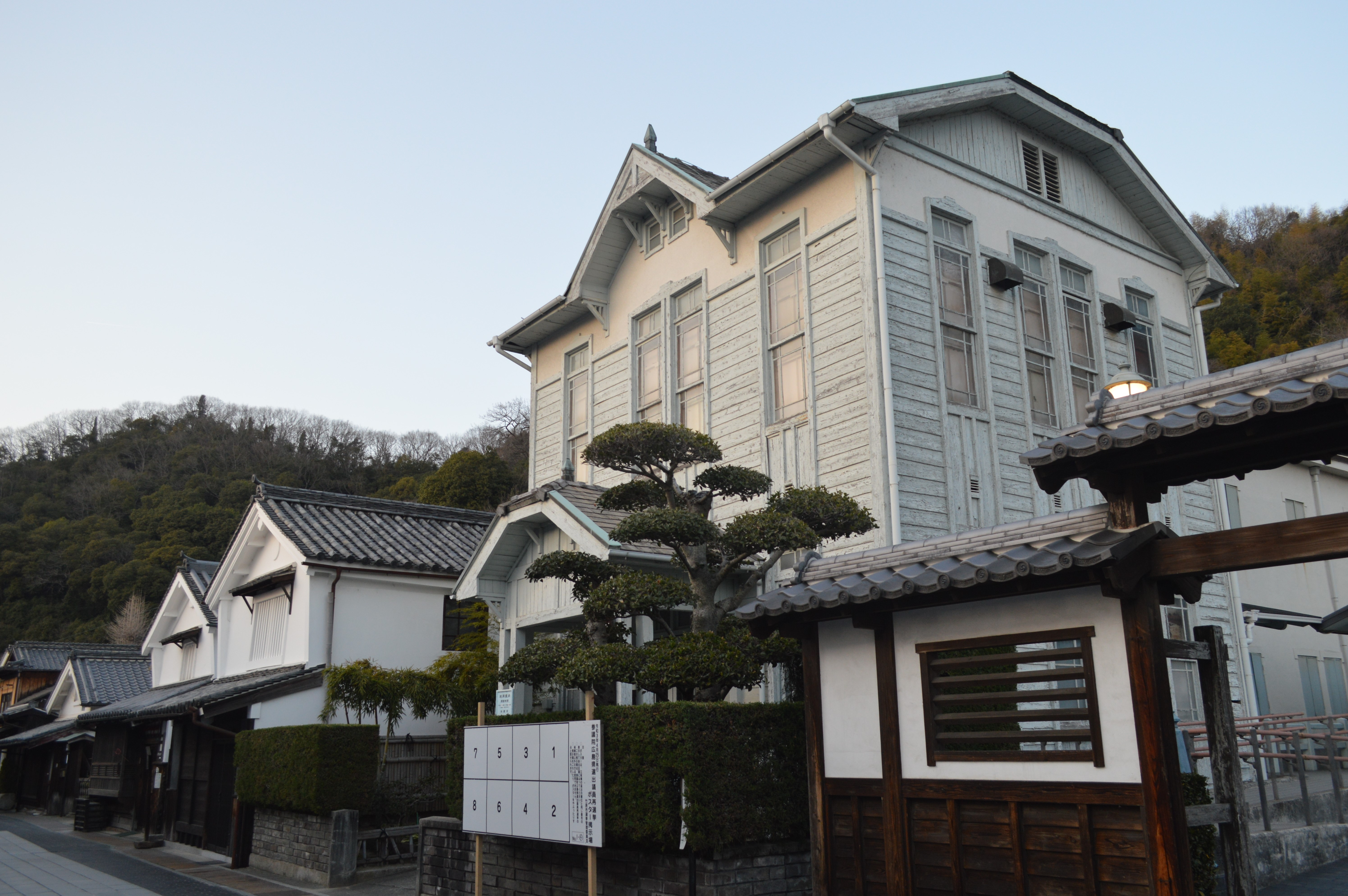
竹原市歴史民俗資料館

位於瀨戶內海的大久野島有「從地圖上消失的島」之稱，過去在二次世界大戰前大日本帝國陸軍曾在岛上設置製造化學武器的忠海兵器制造所，日本政府為隱瞞這間工廠的存在，曾在一些地圖上抹去了大久野島；戰爭結束後，島上的武器工廠被關閉，並於1963年設置了渡假村開始作為旅遊景點，1970年代後，島上開始出現大量的野生穴兔，在這面積僅0.7平方的島上，最多時曾經多達900隻穴兔棲息，因此也常被觀光客稱為「兔島」，並成為大久野島的最大特色。

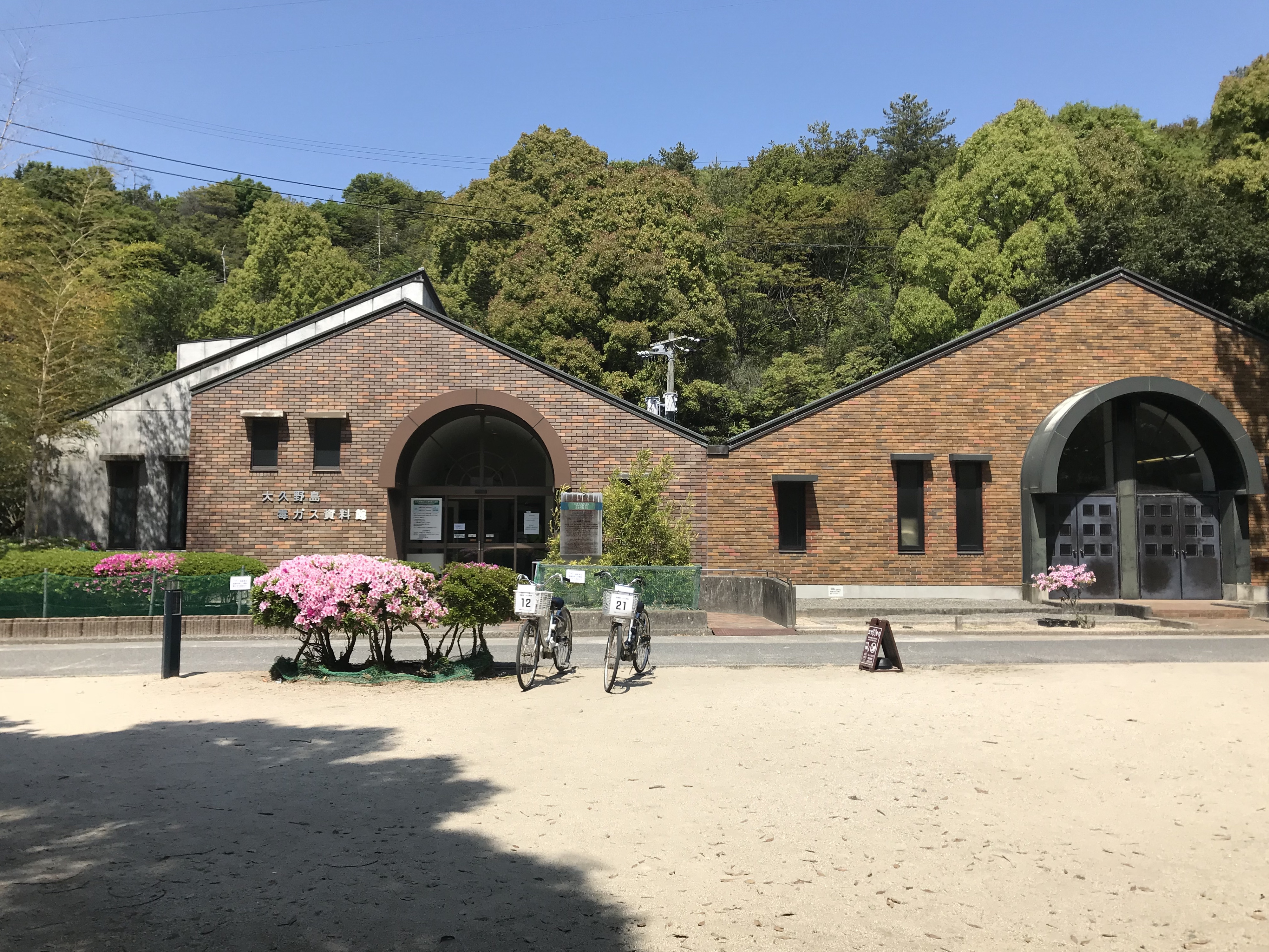
大久野島毒氣資料館
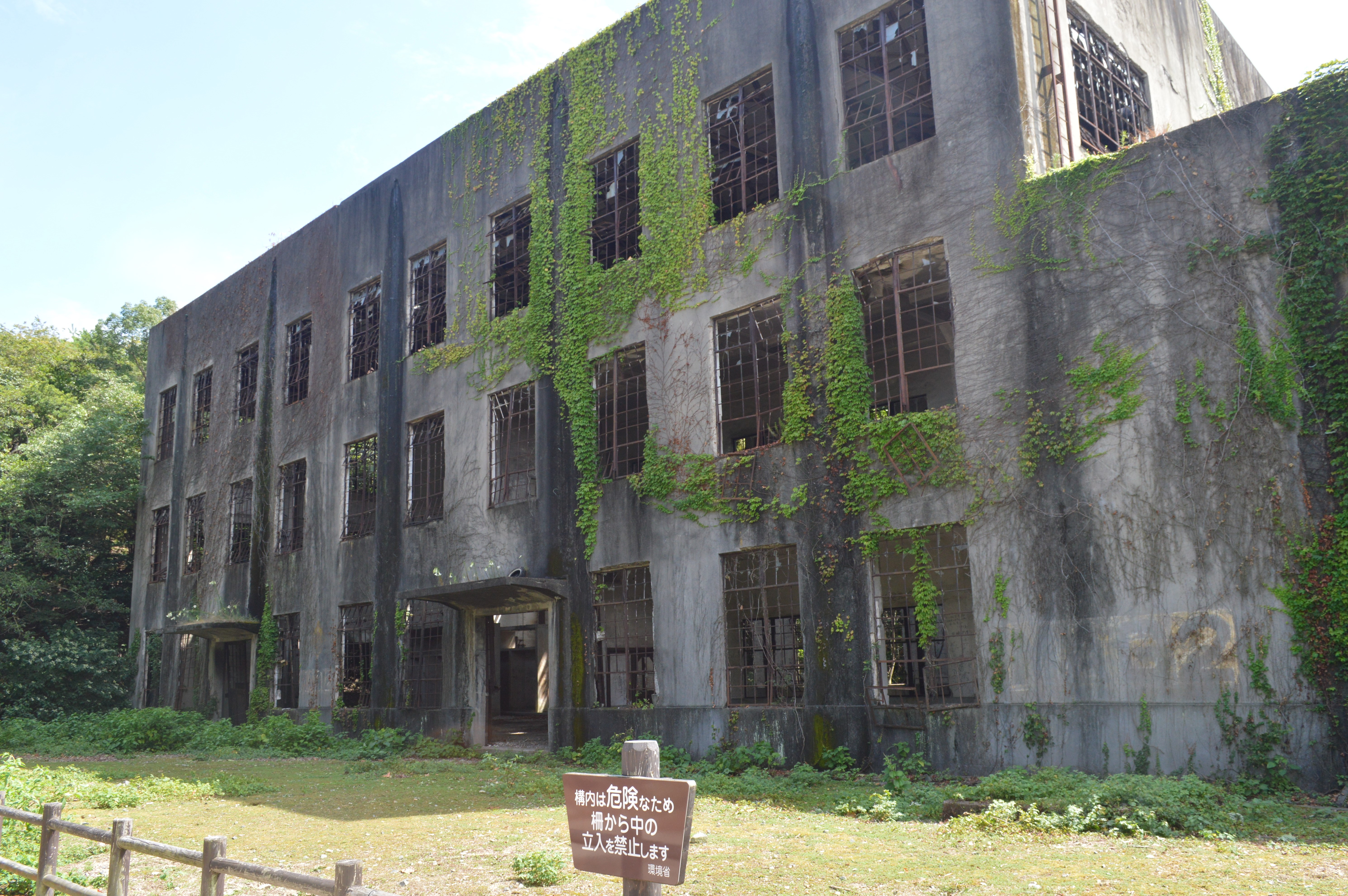
忠海兵器制造所的發電廠遺址
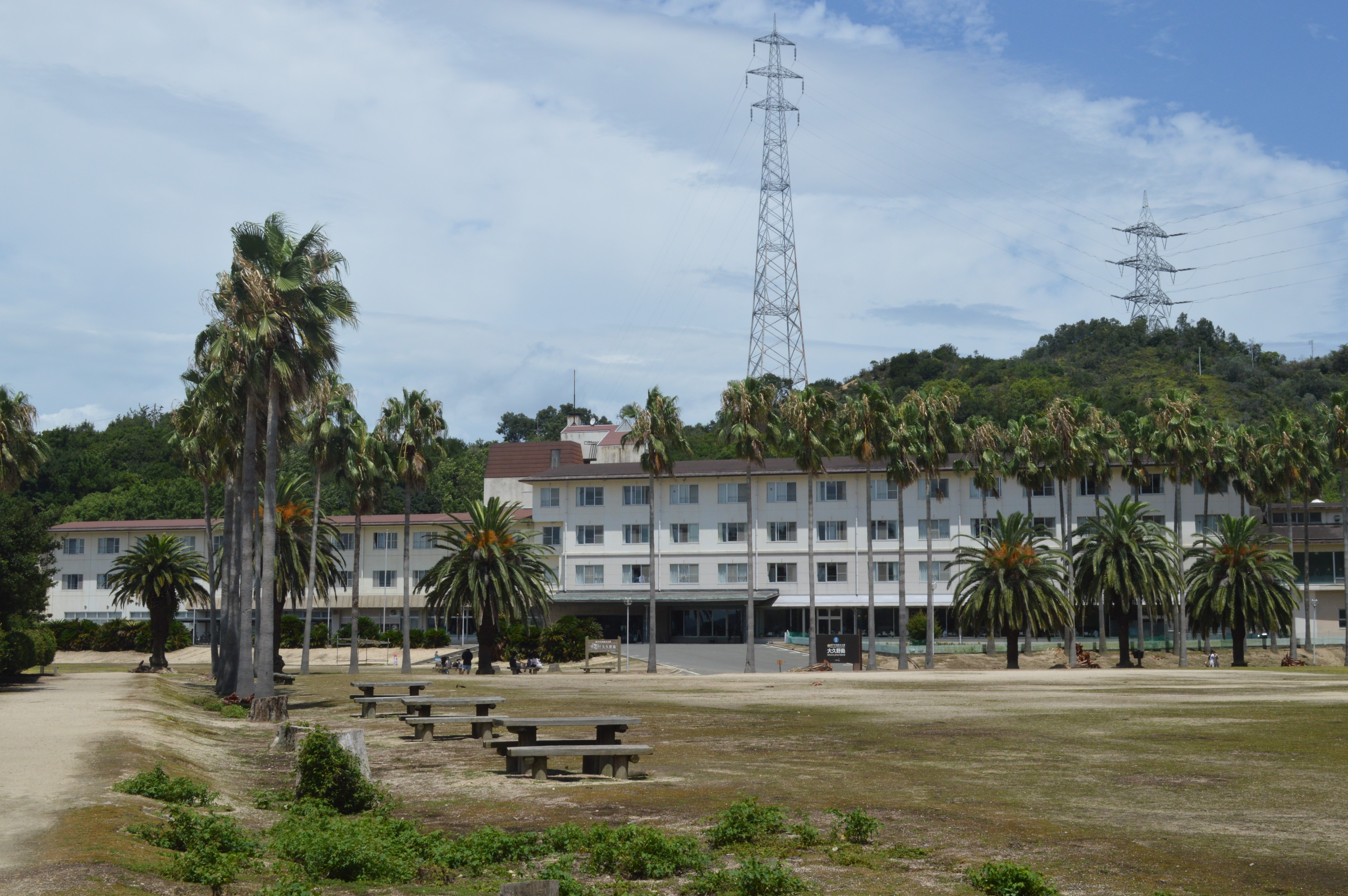
休暇村大久野島
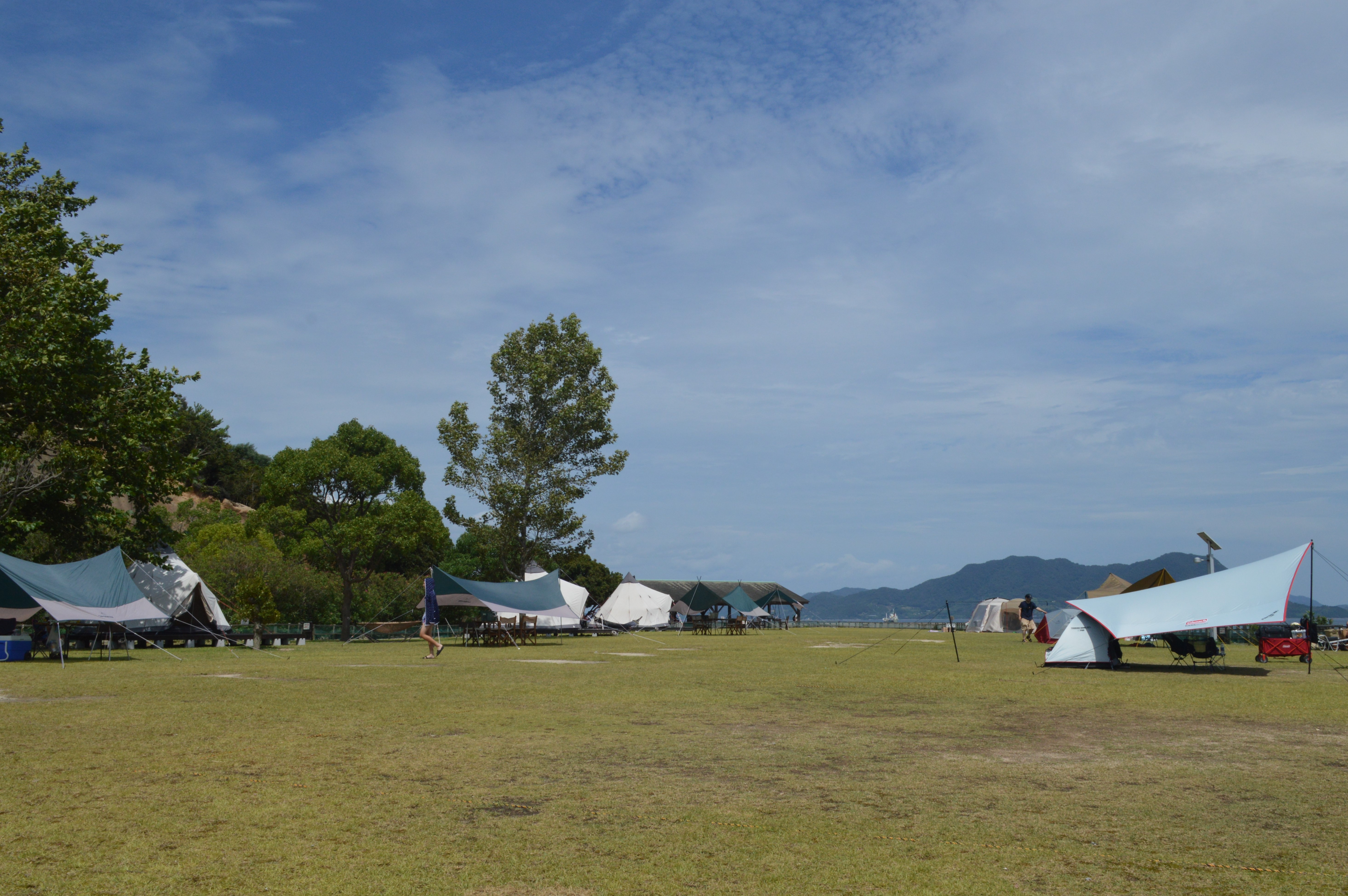
大久野島上的露營場
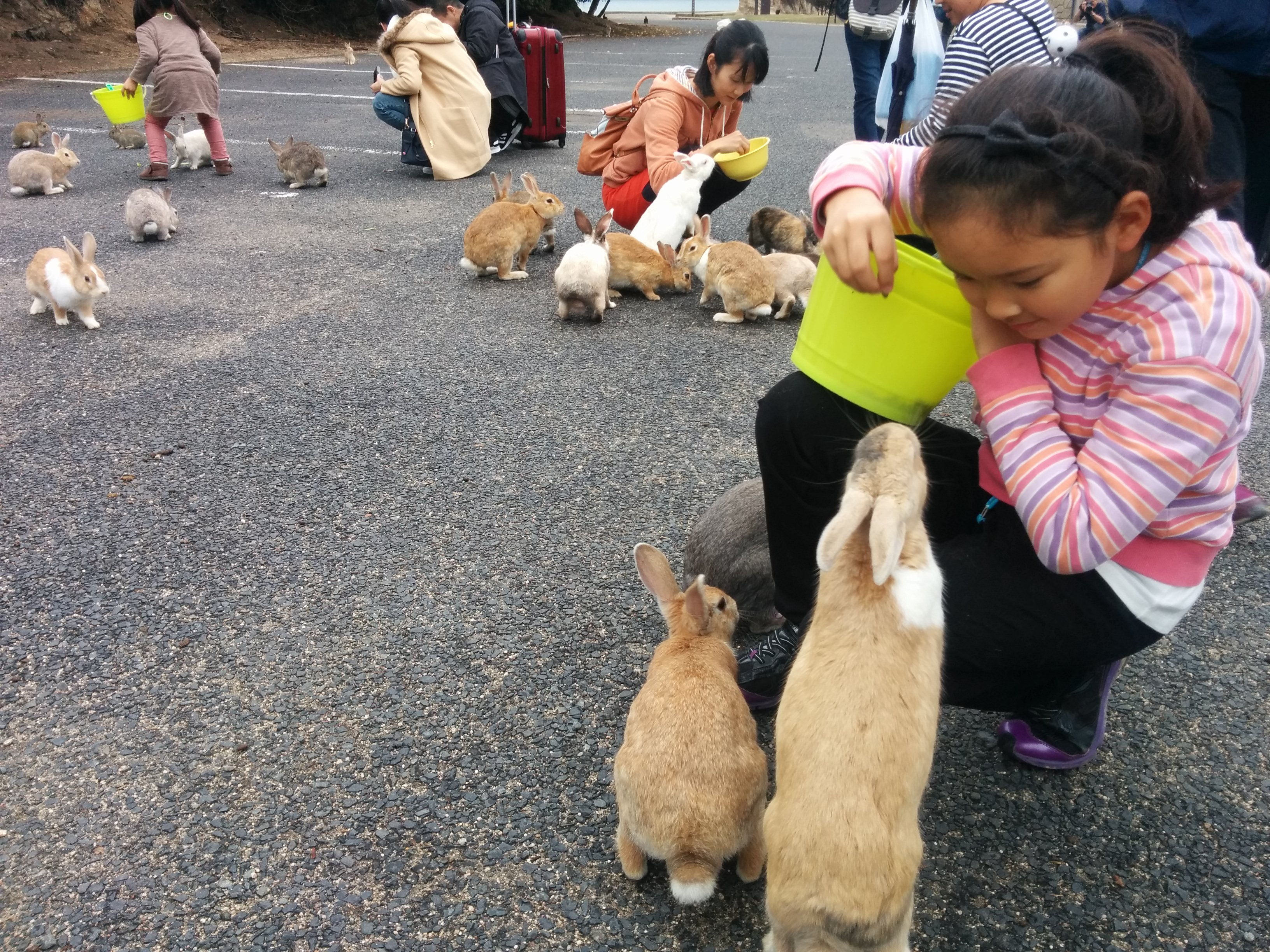
大久野島的觀光客與野生穴兔

## 教育
市內的兩所高等學校－廣島縣立竹原高等學校和廣島縣立忠海高等學校都已有超過百年歷史，除了普通科外，竹原高等學校也設有商業科。
此外，廣島大學生物生產學部在市區南側的海邊設有附屬水產實驗場。

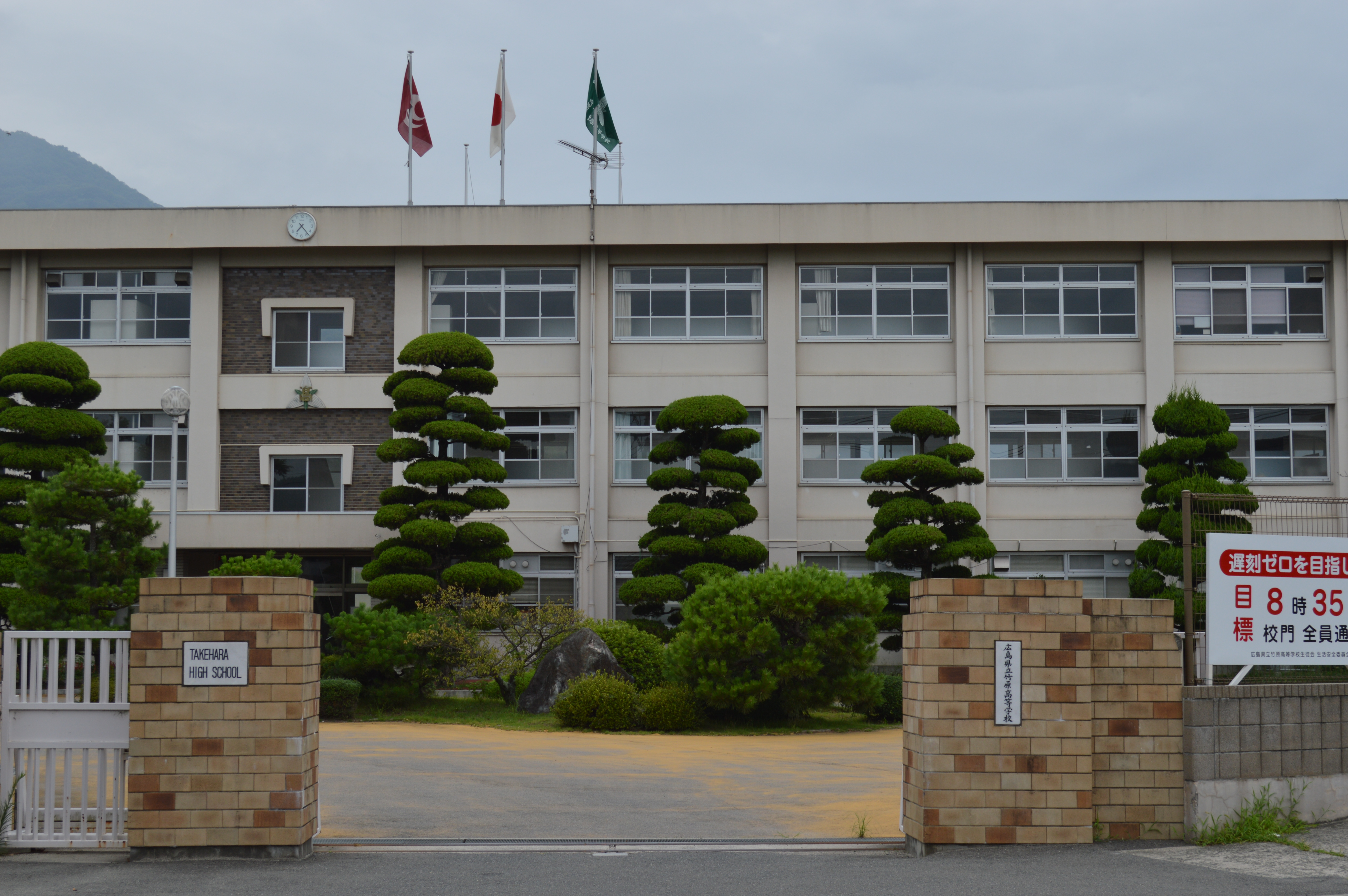
廣島縣立竹原高等學校
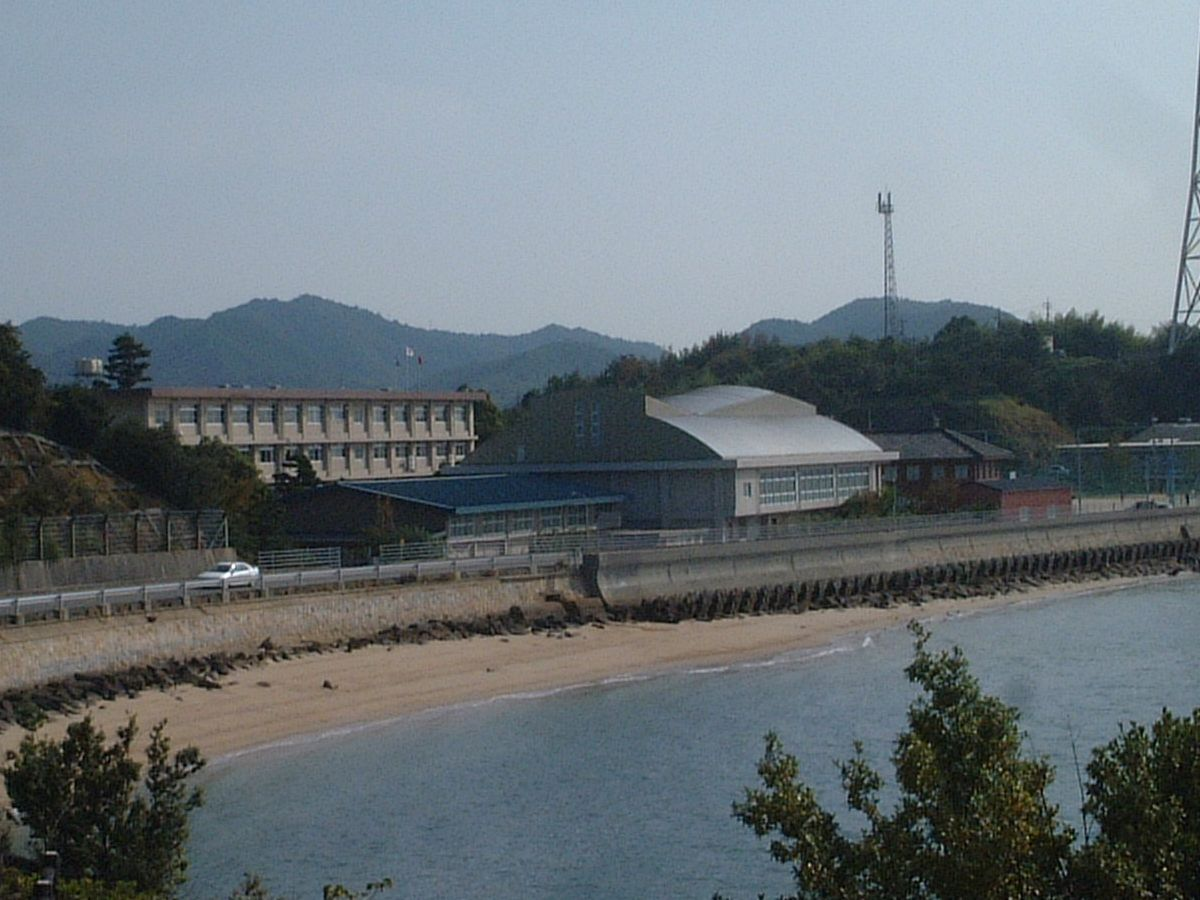
廣島縣立忠海高等學校

## 姊妹、友好都市

### 日本
- 余市町（北海道）
兩地於2023年締結為交流城市。[22]

## 本地出身之名人
- 池田勇人：前內閣總理大臣。
- 池田行彦：前眾議院議員、曾任總務廳長官、防衛廳長官、外務大臣。
- 唐島基智三：政治評論家、記者
- 河野一之：前大藏事務次官、曾任太陽神戶銀行會長
- 伊藤修令：前王子汽車Skyline開發負責人
- 今井政之：陶藝家
- 竹鶴政孝：日果威士忌創辦人
- 濱田省吾：創作歌手
- 中井正一：社會運動人士
- 樋口賢：職業棒球選手
- 平和勝次：演歌歌手
- 六代目柳亭左楽：落語家
- 油谷誠至：電影導演

## 外部連結
- （日語） 廣島縣竹原市的Facebook專頁
- （日語） 廣島縣竹原市的X（前Twitter）
- （日語） 廣島縣竹原市的Instagram帳戶
- （日語） YouTube上的竹原市頻道
- （日語） 竹原市觀光協會 （页面存档备份，存于）